# Поли(АДФ-рибоза)-полимеразы

АДФ-рибоза

Никотинамидадениндинуклеотид

Поли(АДФ-рибоза)-полимеразы (PARP) — ферменты, катализирующие поли-АДФ-рибозилирование, один из видов посттрансляционной модификации белков. 
Поли(АДФ-рибоза)-полимеразы (КФ 2.4.2.30 в Международной классификации ферментов) относятся к подклассу пентозилтрансфераз (КФ 2.4.2) класса гликозилтрансфераз (КФ 2.4) и катализируют реакцию переноса АДФ-рибозила (остатка аденозиндифосфат-рибозы) на поли-АДФ-рибозильную цепь, связываемую с белком, в которой донором АДФ-рибозы является никотинамидадениндинуклеотид (НАД+):
НАД+ + (АДФ-D-рибозил)n-Акцептор {\displaystyle \to } (АДФ-D-рибозил)n+1 + никотинамид
Акцепторами для разных PARP являются разные белки-субстраты, вследствие чего эти ферменты имеют различные физиологические функции. Некоторые представители семейства PARP катализируют не поли-АДФ-рибозилирование, а моно-АДФ-рибозилирование - присоединение одного остатка АДФ-рибозы к белку-мишени.
Наиболее известным представителем суперсемейства является фермент PARP-1, участвующий в репарации повреждений ДНК и ремоделировании хроматина за счет поли-АДФ-рибозилирования гистонов. Поскольку при апоптозе ДНК подвергается расщеплению, каспазы расщепляют и тем самым инактивируют PARP-1, предотвращая репарацию расщепляемой ДНК.

## Клиническое значение и ингибиторы PARP
В некоторых случаях нарушения в комплексе репарации ДНК приводят к канцерогенезу. Так, например, у человека мутации генов-онкосупрессоров BRCA1 и BRCA2 (англ. breast cancer susceptibility protein), кодирующих белки, участвующие в репарации ДНК, ведут к возникновению рака молочной железы. Подавление активности PARP-1 при химиотерапии в этом случае ведет к апоптозу клеток, ДНК которых повреждена цитостатическими препаратами. В настоящее время ряд ингибиторов PARP (велипариб, инипариб, олапариб, рукапариб) проходят клинические испытания в качестве противораковых препаратов.

## Гены PARP человека и кодируемые ими ферменты
У человека имеется 16 генов, кодирующих эти ферменты, образующие одно суперсемейство, все они имеют гомологичный каталитический домен и, по-видимому, происходят от одного предкового фермента.
| Ген     | Хромосома | Код доступа в базе данных UniProt                           | Максимальная длина полипептида (а.о.)* | Максимальная расчетная масса продукта (кДа)* | Альтернативные наименования продукта | Домены, кроме каталитического            | Примечания                                    |
| ------- | --------- | ----------------------------------------------------------- | -------------------------------------- | -------------------------------------------- | ------------------------------------ | ---------------------------------------- | --------------------------------------------- |
| PARP-1  | 1q41-42   | P09874 Архивная копия от 12 апреля 2011 на Wayback Machine  | 1014                                   | 113                                          | ADPRT, PPOL                          | BRCT, PARP-регуляторный, ДНК-связывающий |                                               |
| PARP-2  | 14q11.2   | Q9UGN5 Архивная копия от 12 апреля 2011 на Wayback Machine  | 583*                                   | 66*                                          | ADPRT2, ADPRTL2                      | PARP-регуляторный                        |                                               |
| PARP-3  | 3p21      | Q9Y6F1 Архивная копия от 14 ноября 2010 на Wayback Machine  | 533                                    | 60                                           | ADPRT3, ADPRTL3                      |                                          |                                               |
| PARP-4  | 13q11     | Q9UKK3 Архивная копия от 21 августа 2011 на Wayback Machine | 1724                                   | 193                                          | ADPRTL1, KIAA0177, PARPL, VPARP      | BRCT, VIT, VWFA                          |                                               |
| PARP-5a | 8p23.1    | O95271 Архивная копия от 19 января 2011 на Wayback Machine  | 1327*                                  | 142*                                         | TNKS1, танкираза 1                   | анкириновый, SAM                         |                                               |
| PARP-5b | 10q23.03  | Q9H2K2 Архивная копия от 21 июня 2010 на Wayback Machine    | 1166                                   | 127                                          | TNKL, TNKS2, танкираза 2             | анкириновый, SAM                         |                                               |
| PARP-6  | 15q22.3   | Q2NL67 Архивная копия от 6 августа 2010 на Wayback Machine  | 630*                                   | 71*                                          |                                      |                                          | обнаружен транскрипт, белок неохарактеризован |
| PARP-7  | 3q25.31   | Q7Z3E1 Архивная копия от 11 мая 2011 на Wayback Machine     | 657                                    | 76                                           | TIPARP                               | ДНК-связывающий, WWE                     |                                               |
| PARP-8  | 5q11.2    | Q8N3A8 Архивная копия от 4 ноября 2012 на Wayback Machine   | 854*                                   | 96*                                          |                                      |                                          |                                               |
| PARP-9  | 3q13-q21  | Q8IXQ6 Архивная копия от 6 августа 2010 на Wayback Machine  | 854*                                   | 96*                                          | BAL                                  | macro                                    |                                               |
| PARP-10 | 8q24.3    | Q53GL7 Архивная копия от 3 ноября 2012 на Wayback Machine   | 1025                                   | 110                                          |                                      |                                          |                                               |
| PARP-11 | 12p13.3   | Q9NR21 Архивная копия от 6 августа 2010 на Wayback Machine  | 331*                                   | 39*                                          | C12orf6                              | WWE                                      |                                               |
| PARP-12 | 7q34      | Q9H0J9 Архивная копия от 25 октября 2012 на Wayback Machine | 701                                    | 79                                           | ZC3HDC1                              | ДНК-связывающий, WWE                     |                                               |
| PARP-14 | 3q21.1    | Q460N5 Архивная копия от 10 ноября 2012 на Wayback Machine  | 1720*                                  | 194*                                         | BAL2, KIAA1268                       | macro, WWE                               |                                               |
| PARP-15 | 3q21.1    | Q460N3 Архивная копия от 10 ноября 2012 на Wayback Machine  | 656*                                   | 73*                                          | BAL3                                 | macro                                    |                                               |
| PARP-16 | 15q22.2   | Q8N5Y8 Архивная копия от 10 ноября 2012 на Wayback Machine  | 322*                                   | 36*                                          | C15orf30                             |                                          | обнаружен транскрипт, белок неохарактеризован |

*Обозначены продукты генов, для которых также известны изоформы меньшей длины и молекулярной массы.